# Aouste
Aouste är en kommun i departementet Ardennes i regionen Grand Est (tidigare regionen Champagne-Ardenne) i nordöstra Frankrike. Kommunen ligger  i kantonen Rumigny som ligger i arrondissementet Charleville-Mézières. År 2022 hade Aouste 202 invånare.

## Befolkningsutveckling
Antalet invånare i kommunen Aouste
Referens: INSEE